# Пак Чан Хёк
Пак Чан Хёк (кор. 박장혁, англ. Park Jang-hyuk, род. 31 октября 1998 года в Сеуле) — корейский шорт-трекист, серебряный призёр Олимпийских игр 2022 года. Окончил Корейский национальный спортивный университет на кафедре физического воспитания.

## Биография
Пак Чан Хёк занялся шорт-треком в начальной школе Учон, в возрасте 6-и лет, в 2005 году под влиянием старшей сестры Пак Чон Хён. Окончил среднюю школу Гаын и Кёнги.
Он впервые дебютировал на международных соревнованиях на чемпионате мира среди юниоров 2018 года в Томашув-Мазовецком. Там выиграл бронзовую медаль в личном многоборье. После года перерыва из-за пандемии коронавируса в сезоне 2021/22 годов участвовал на национальном отборе и в первом раунде занял 4-е место в общем зачёте, а во-втором поднялся на 3-е место и по сумме двух этапов занял общее 3-е место, пройдя квалификацию в личном зачете на зимние Олимпийские игры 2022 года. 
В октябре 2021 года на Кубке мира в Пекине выиграл свою первую бронзу в смешанной эстафете, а в ноябре на этапе в Дебрецене выиграл свою первую личную бронзовую медаль в беге на 1500 м и серебряную в мужской эстафете. В том же месяце в голландском Дордрехте вновь стал бронзовым призёром в беге на 1500 м и выиграл с товарищами в эстафете первую золотую медаль. По итогам сезона он занял 3-е место на дистанции 1500 м в общем зачёте Кубка мира.
В феврале 2022 года Пак Чан Хёк участвовал на Олимпийских играх в Пекине. На дистанции 1000 м 7 февраля в четвертьфинале он получил травму руки, когда столкнулся с итальянцем Пьетро Сигелем, после чего лезвие конька китайца У Дацзина повредило его палец. Он получил первую медицинскую помощь от медицинского персонала и был доставлен в ближайшую больницу. В итоге занял 10-е место.
Он вернулся 8 февраля и принял участие в официальной тренировке по шорт-треку. Уже 9 февраля на дистанции 1500 м вышел в финал А и занял 7-е место, что было неплохо с учётом его травмы. 16 февраля Пак вместе с Ли Джун Со, Хван Дэ Хоном и Квак Юн Ги выиграл олимпийскую серебряную медаль в эстафете.